# Michael Moxter
Michael Moxter (* 16. Februar 1956 in Frankfurt am Main) ist ein deutscher evangelischer Theologe, Religionsphilosoph und Hochschullehrer.

## Werdegang
Das Doppelstudium der Philosophie und der Evangelischen Theologie in Frankfurt am Main, Tübingen und Heidelberg als Stipendiat der Studienstiftung des deutschen Volkes schloss er mit der Promotion 1991 an der Eberhard Karls Universität ab. Sein Doktorvater war Klaus Hartmann. Wissenschaftlicher Mitarbeiter und später wissenschaftlicher Assistent war er am Fachbereich Evangelische Theologie der Johann Wolfgang Goethe-Universität, wo er in Systematischer Theologie habilitierte. Den Lehrstuhl Theologische Ethik vertrat er von 1998 bis 1999 an der Universität Basel.
Seit Sommersemester 1999 lehrte er als Professor für Systematische Theologie mit dem Schwerpunkt Dogmatik an der Universität Hamburg. 2022 wurde er emeritiert.
Im Wintersemester 2005/2006 lehnte er den Ruf an die Theologische Fakultät der Humboldt-Universität zu Berlin ab. Im Studienjahr 2007/2008 forschte er als Ernst-Cassirer-Gastprofessor am Swedish Collegium for Advanced Study (Uppsala). Im Sommersemester 2011 war er Fellow am Max-Weber-Kolleg in Erfurt. Ebenfalls im Sommersemester 2011 hielt er die Paul-Tillich-Lectures an der Goethe-Universität Frankfurt am Main. Den Evangelisch-Theologischen Fakultätentag leitete er als stellvertretender Vorsitzender (2011–2013) und Vorsitzender (2013–2015). Fellow am Wissenschaftskolleg zu Berlin war er von 2016 bis 2017.
Seine Forschungsschwerpunkte sind Theologie und Recht, systematische Studien zur Theologie und Philosophie Friedrich Schleiermachers, Kulturtheologie im Anschluss an Paul Tillich und Ernst Cassirer, hermeneutische Studien zur Bildlichkeit und Ästhetik und phänomenologische Anthropologie im Anschluss an Hans Blumenberg.

## Schriften (Auswahl)
- Güterbegriff und Handlungstheorie. Eine Studie zur Ethik F. Schleiermachers (= Morality and the meaning of life. Band 1). Kok Pharos Publ. House, Kampen 1992, ISBN 90-390-0042-5 (zugleich Dissertation, Tübingen 1991).
- Kultur als Lebenswelt. Studien zum Problem einer Kulturtheologie (= Hermeneutische Untersuchungen zur Theologie. Band 38). Mohr Siebeck, Tübingen 2000, ISBN 3-16-147194-6 (zugleich Habilitationsschrift, Frankfurt am Main 1997).
- als Herausgeber: Erinnerung an das Humane. Beiträge zur phänomenologischen Anthropologie Hans Blumenbergs  (= Religion in philosophy and theology. Band 56). Mohr Siebeck, Tübingen 2011, ISBN 978-3-16-150605-5.
- als Herausgeber mit Markus Firchow: Feindschaft. Theologische und philosophische Perspektiven (= Marburger theologische Studien. Band 117). Evangelische Verlagsanstalt, Leipzig 2013, ISBN 978-3-374-03093-4.
- mit Hans-Joachim Höhn: Die Macht des Mausklicks. Fundamentalismus und neue Medien (= EZW-Texte. Band 224). Evangelische Zentralstelle für Weltanschauungsfragen, Berlin 2013, OCLC 841012393.
- mit Friedhelm Hartenstein: Hermeneutik des Bilderverbots. Exegetische und systematisch-theologische Annäherungen (= Theologische Literaturzeitung. Forum. Band 26). Evangelische Verlagsanstalt, Leipzig 2016, ISBN 978-3-374-03060-6.
- als Herausgeber mit Hans-Peter Großhans, Philipp Stoellger (Hrsg.): Das Letzte – der Erste. Gott denken. Festschrift für Ingolf U. Dalferth zum 70. Geburtstag. Mohr Siebeck, Tübingen 2018, ISBN 978-3-16-156091-0.